# Voedselprijzen

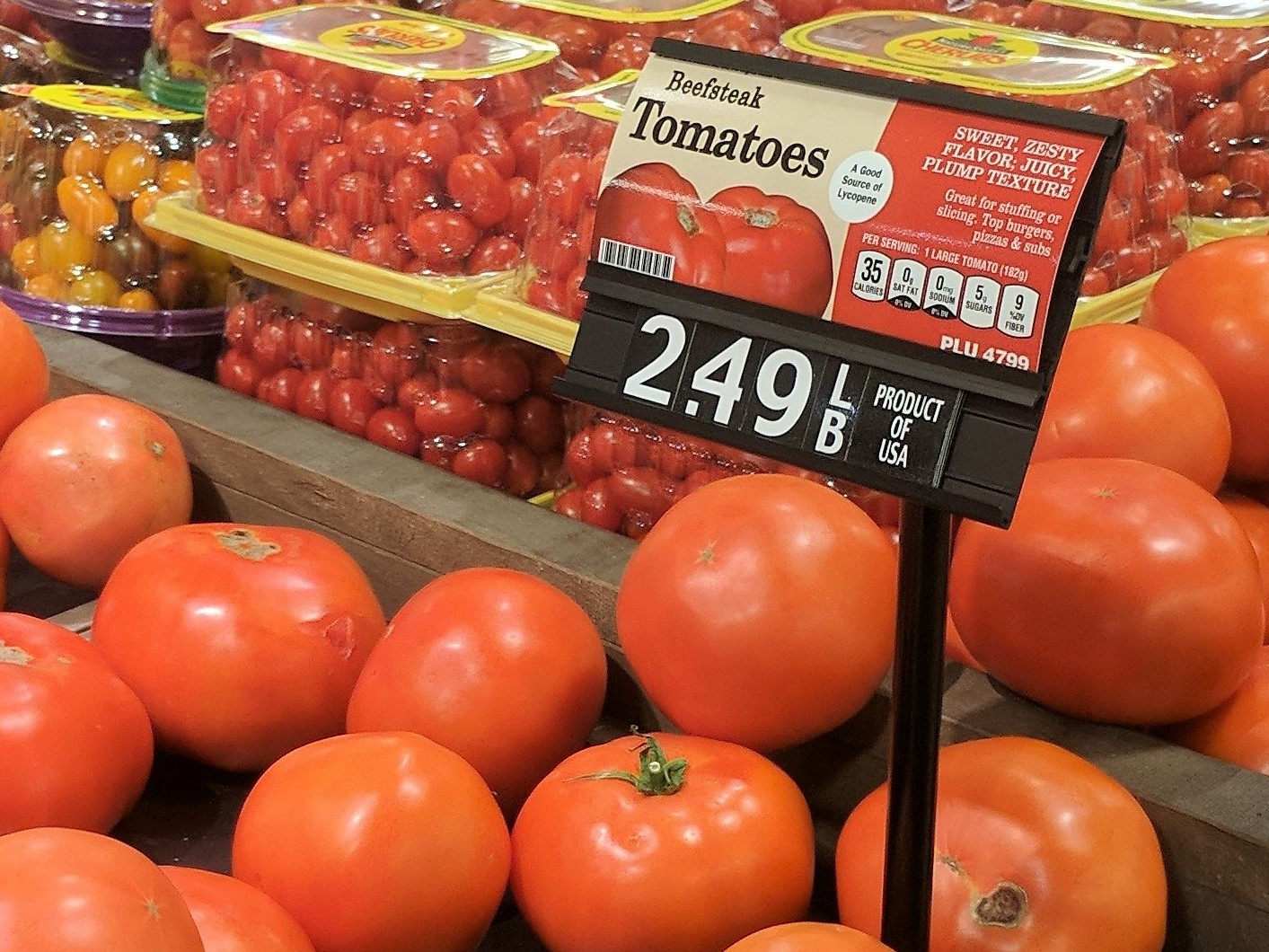
De prijs van tomaten, hier in dollar per pond (2017).

Voedselprijzen hebben betrekking op het gemiddelde prijsniveau voor voedsel in landen, regio’s en op mondiale schaal. Voedselprijzen hebben gevolgen voor zowel de producenten, de voedingsindustrie, als voor de consumenten van voedsel.
De prijsniveaus zijn afhankelijk van een groot aantal factoren, van productie over marketing tot distributie en prijsbeleid van de betrokken actoren. De prijzen kunnen tot op zekere hoogte ook gedrukt worden door een actieve voedselstrategie.

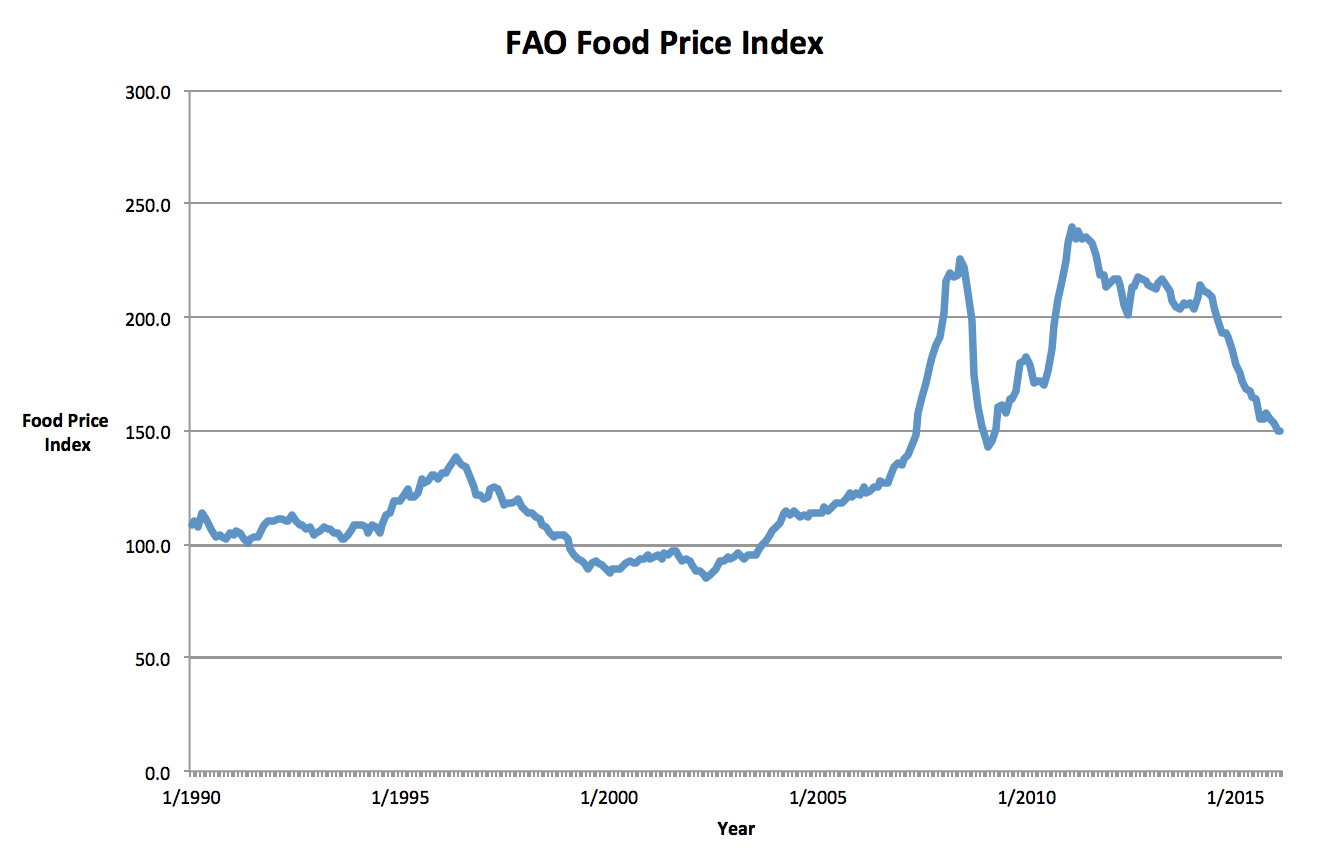
Prijsindex van de FAO 1990-2015.

Fluctuaties in de voedselprijzen kunnen vele en vergaande gevolgen hebben. Stijgende voedselprijzen brengen de voedselzekerheid in gevaar. De stijging van de voedselprijzen kan ook negatief inwerken op de kwaliteit van het dieet en zelfs ondervoeding veroorzaken, wat de gezondheid van vooral kwetsbare bevolkingsgroepen als vrouwen en kinderen ondermijnt. Hoge prijzen kunnen ook sociale onrust veroorzaken.

## Prijsfactoren
De fluctuatie van de voedselprijzen is een complex gegeven, dat wordt bepaald door een groot aantal factoren:
- de mondiale vraag voor voedsel, veevoeder en biobrandstof
- plantenziekten en opbrengst van gewassen
- de kosten van energie en meststoffen
- beschikbaarheid van natuurlijke hulpbronnen
- wijzigingen in het grondgebruik voor de landbouw
- het weer, en vooral uitzonderlijk weer (stormen, droogte…)
- geopolitieke gebeurtenissen
- de wereldhandel en het transport van voedingswaren
- wisselkoersen
- voedselspeculatie
- overheidsbeleid, en onder meer exportbeperkingen van landbouwproducten.[1]

### Voedselspeculatie
De koffiehandel is al sedert de jaren 90 sterk aan speculatie onderhevig. Maar ook in de basisvoeding is speculatie hoe langer hoe meer prijsbepalend: tijdens en na de Voedselcrisis 2007-2008 en opnieuw in 2022, na de Russische invasie van Oekraïne.
Het Europees Economisch en Sociaal Comité (EESC) wees er in 2022 in dat verband op dat voedselcrises niet alleen te wijten zijn aan rechtstreeks verstorende factoren (het weer, oorlogen), maar ook aan structurele en systemische problemen die wereldwijd honger veroorzaken. Voedsel wordt volgens het EESC ten onrechte behandeld als een financieel actief en handelswaar. Het EESC pleit daarom voor wereldwijde regulering ter beheersing van negatieve invloeden:
- de concentratie in voedselketens, waarbij een zeer klein aantal sterk gefinancialiseerde wereldspelers een marktoligopolie vormen
- de toenemende invloed van op indexen gebaseerde beleggingsfondsen (ETF’s), onder meer via pensioenfondsen heeft geleid tot een omslag in de agrovoedingssystemen, waarbij de belangen van aandeelhouders zwaarder doorwegen dan andere sociale en milieudoelstellingen.
- het gebrek aan transparantie van de markt te vergroten, zowel op het stuk van voorraden als van betrokken partijen.[3]

## Meting en indexen

FAO-index van voedselprijzen (1990-2014).

Voedselprijzen worden opgetekend en gepubliceerd door verschillende instanties, ofwel in valuta (vaak Amerikaanse dollar), ofwel als indexcijfer: 
- De Voedsel- en Landbouworganisatie van de Verenigde Naties (FAO) publiceert maandelijks een index van voedselprijzen, op basis van indexen voor granen, plantaardige olie, zuivelproducten, vlees en suiker. Daarnaast beheert de FAO een wereldwijd informatie- en waarschuwingssysteem inzake voedsel en landbouw (GIEWS), met meerdere indicatoren.
- De Wereldbank brengt het driemaandelijkse Food Price Watch-rapport uit, waarin de trends in de binnenlandse voedselprijzen in lage- en middeninkomenslanden worden belicht, en waarin de (voedsel)beleidsimplicaties van fluctuaties van de voedselprijzen worden geschetst.
- Numbeo: dit open, crowdfunded project houdt een database bij met consumentenprijzen voor onder meer voeding.

## Prognoses
De FAO en de OESO publiceren jaarlijks het rapport Agricultural Outlook, met een tienjarige prognose:
- In de editie 2020-2029 verwachtten de FAO/OESO een opwaardering van het dieet in de middeninkomenslanden. Anderzijds zouden rijkere landen, vanuit een bekommernis om milieu en gezondheid, dierlijke eiwitten meer en meer vervangen door alternatieven, en overstappen van met name rundvlees naar gevogelte en vis.[4] Als gevolg echter van de coronapandemie zagen de FAO/OESO verstoringen in de handel, maar algemeen dalende prijzen als gevolg van de verminderde koopkracht, vooral in armere landen.[4] Dat zou op zijn beurt echter kunnen leiden tot een voedselcrisis in die landen.[5][6]

De verwachting is echter dat voedselprijzen op lange termijn gemiddeld zullen blijven stijgen. De groeiende wereldbevolking vergroot de druk op het landbouwaanbod. En door de klimaatverandering zullen extreme weergebeurtenissen zoals droogte, stormen en zware regenval, vaker voorkomen. Ook de algehele temperatuurstijging zal een impact hebben op de productiviteit.
In de geschiedenis hebben sterk stijgende voedselprijzen meermaals tot voedseloproer geleid.